# Martina Lubyová
Martina Lubyová (12. května 1967 Bratislava – 20. listopadu 2023) byla slovenská akademička. V letech 2017–2020 zastávala funkci ministryně školství, vědy, výzkumu a sportu ve třetí vládě Roberta Fica a vládě Petera Pellegriniho.
Dříve[kdy?] byla zástupkyní ředitelky Centra společenských a psychologických věd SAV. Zabývala se trhem práce, migrací, integrací a celoživotním vzděláváním.

## Život a kariéra
„V současnosti probíhá na celém světě stále intenzivnější konflikt mezi národními státy nebo teritoriálně vymezenými státními celky na jedné straně a různými globálními nadnárodními seskupeními na druhé straně. …Původních „starých“ sedm smrtelných hříchů pochází ještě ze 6. století od papeže Řehoře I. Naše doba je tak zvláštní, že si po více než třiceti letech vyžádala poukázání na novodobé hříchy: bioetické, morální dubiózní experimenty, zneužívání drog, znečišťování životního prostředí, přispívání k rozšiřování propasti mezi bohatými a chudými, nadměrné bohatství a vytváření chudoby. Tedy z sedmi novodobých hříchů až tři se týkají otázek bohatství, chudoby a propasti mezi nimi. Potvrzuje to, že se jedná o autentický a aktuální problém současného světa.“
JUDr. Mgr. Martina Lubyova, PhD., Slovenské národní noviny, 50/2020
Pochází z rodiny fyzika Štefana Lubyho, který v letech 1995–2009 působil jako předseda Slovenské akademie věd.
Magisterské studium biofyziky absolvovala v roce 1991 na tehdejší Matematicko-fyzikální fakultě Univerzity Komenského. Titul doktora práv získala v roce 1999 na Právnické fakultě Univerzity Komenského. Doktorát ze statistiky získala v témže roce na Fakultě hospodářské informatiky Ekonomické univerzity v Bratislavě. Druhý doktorát z ekonomie získala v roce 2002 na State University of New York a v Centru pro ekonomický výzkum a doktorské studium v Praze.
Od roku 2010 pracovala a od roku 2013 řídila Prognostický ústav Slovenské akademie věd. Ten byl spolu s Ústavem experimentální psychologie a společenskovědním ústavem k 1 . říjnu 2015 začleněn do nově vzniklého Centra společenských a psychologických věd. Vyučovala statistiku a sociální statistiku na Fakultě hospodářské informatiky Ekonomické univerzity v Bratislavě. Od června 2017 byla také členkou předsednictva SAV.
S manželem Milanem měla syna Samuela.
V roce 2020 jí byla diagnostikována rakovina slinivky břišní. Zemřela 20. listopadu 2023 ve věku šestapadesáti let.

## Ministryně školství, vědy, výzkumu a sportu
Martina Lubyová byla 11. září 2017 představena jako nominantka Slovenské národné strany do funkce ministryně školství, vědy, výzkumu a sportu. Předseda strany Andrej Danko ke jmenování Lubyovej řekl: „Snažil som sa nájsť človeka, ktorý dokáže skĺbiť aj tretí sektor, aj názory opozície, aj tejto vládnej koalície, pretože beriem ministerstvo ako určitú zodpovednosť k ľudom a k tejto spoločnosti.“
Při jmenování do úřadu 13. září 2017 poznamenala, že chce pokračovat v reformním programu Učící se Slovensko a v řešení eurofondů. Dne 19. září 2017 zrušila kritizovanou výzvu na podporu dlouhodobého výzkumu a uvedla, že nová transparentní výzva bude vyhlášena v co nejkratším čase. Dne 21. března 2020 ji na postu ministra školství nahradil Branislav Gröhling.